# Pterygota madagascariensis
Pterygota madagascariensis är en malvaväxtart som beskrevs av Arenes. Pterygota madagascariensis ingår i släktet Pterygota och familjen malvaväxter. Inga underarter finns listade i Catalogue of Life.